# 依莱沃糖业公司
依莱沃糖业股份有限公司，簡稱依萊沃糖業，(Illovo Sugar Limited)是南非的蔗糖公司。

## 历史
1891年成立，该公司在德班市郊內. 公司也有作用在马拉维, 莫桑比克, 斯威士兰, 赞比亚和坦桑尼亚內。 
依莱沃糖业公司是约翰内斯堡证券交易所公司。